# わたなべさちよ
わたなべ さちよは、日本の映像作家、アニメーター。
主に、NHKの音楽番組「みんなのうた」などのアニメーションを制作している。

## 作成作品一覧

### みんなのうた
- ◆は5分間1曲枠の楽曲。
- しあわせだいふく / 三叉路（2007年12月・2008年1月放送）